# به سادگی غیرقابل مقاومت (فیلم)
به سادگی غیرقابل مقاومت (به انگلیسی: Simply Irresistible) فیلمی محصول سال ۱۹۹۹ و به کارگردانی مارک تارلو است. در این فیلم بازیگرانی همچون سارا میشل گلر، شان پاتریک فلانری، پاتریشا کلارکسون، دیلن بیکر، کریستوفر دورانگ، لارنس گیلیارد جونیور، بتی باکلی، آماندا پیت و گابریل مکت ایفای نقش کرده‌اند.